# Chinchilla (Queensland)
Pour les articles homonymes, voir Chinchilla (homonymie).
Chinchilla (3 681 habitants) est une petite ville d'Australie sur la Charley's Creek, située dans l'État du Queensland à 293 km à l'ouest de Brisbane et à 190 de Toowoomba.
L'économie de la ville est basée sur l'élevage de bovins, de moutons pour la laine et de porcs ainsi que de l'horticulture.
Un festival annuel y met à l'honneur la pastèque. On peut y pratiquer le ski en pastèques,.